# Бурабайское сокровище
Бурабайское сокровище (Бурабайский клад) — предметы материальной культуры, найденные в кургане относящийся к IV—V вв. Случайно обнаружены в 1928 году во время строительных работ близ Боровского лесного техникума недалеко от Борового озера. Исследовано А. Н. Бернштамом. Раскопки кургана обнаружили могилу богатой женщины.

## Описание находки
Закрыта каменной плитой, имеет длину 4,5 м, ширину 1,5 м, глубину 0,7 м. Среди находок — казан из бронзы, пряжка, железное копье, удило, 7 наконечников для стрел, украшения из золота и серебра, бусы из камней, кости, стекла и др. Среди сокровищ — золотая диадема, серьги, застежки и амулеты, которые являются уникальными образцами прикладного искусства древней эпохи. По типологическим признакам (инкрустация, украшение драгоценными камнями и мелкими золотыми зернышками) предметы относятся к полихромному стилю, пришедшему на смену «звериному стилю» эпохи саков. Виды украшения и техника исполнения предметов сопоставимы с образцами, встречающимися в других захоронениях на территории Казахстана (Карагашские, Канаттаские курганы в Центральном Казахстане). Черенковые стрелы находок у озера Борового ассоциируются с тяжёлым вооружением сарматской и позднесарматской конниц. Около покойника обнаружены: кинжал и наконечники стрел, конские удила, большое количество серебряных и золотых изделий. Часть из них составляют пластинки с тиснением, большая часть представляет собой украшения в виде пластинок с инкрустацией.
Вещи c инкрустациями все чаще и чаще начинают вскрываться на Востоке, и письменные свидетельства показывают, что они по большей части самостоятельно выделывались там же, а не были занесены с Запада. В Средней Азии известны такие находки в Киргизии (раскопки Гейкеля), Казахстане (раскопки Козырева в ур. Кара-агач) и случайная находка у озера Боровое. Также известны новые районы с памятниками этого стиля: могильник Туп Хона в Гисарском районе Таджикистана и находки в Беграме. Этот приём украшений был известен в древности среднеазиатским племенам юечжей. Предметы этого стиля имеют весьма широкое распространение. В научной литературе были уже попытки локализовать эти отдельные группы памятников, например с перегородчатой инкрустацией.
Среди вещей коллекции из Борового имеется несколько весьма характерных предметов, которые можно сопоставить с уже датированными. Наиболее ярким, пожалуй, предметом является обломок пряжки в виде головы птицы-рыбы, которую прежде всего следует сопоставить с находкой из Концешт, подробно описанной Л. А. Мацулевичем. Геральдическую композицию таких птиц-рыб следует указать ещё в находках на Волге. Л.Мацулевич указывает, что этот сюжет получил свой расцвет на Боспоре в V веке. Это заставляет предполагать, что фрагмент застёжки из Борового следует датировать концом IV — началом V в. К сюжету рыбы относится также и чешуйчатое золото, имитирующее верхний покров рыбы.
Следует добавить ещё отдельные находки этого стиля в верховьях р. Талас в Киргизии, обнаруженные ещё в 1898 году Г. Гейкель, и наши находки в том же районе в 1938 г. Находки у озера Борового несомненно связаны с местной среднеазиатской культурой. Украшение зернью на спиралевидных золотых серьгах мы обнаружили в 1938 г. в «сарматовского» типа курганниках у оз. Бийли-куль Джамбулской обл. (Берккаринский могильник), могильники на Таласе и у оз. Бийли-куль старше находок у оз. Борового и относятся к рубежу новой эры и первым векам (I—II) н. э. Находки в верхнем Таласе дают тонкое листовое золоте, украшенное зернью и сердоликом, медальоны (Гейкель), тоже на серебре с зернью и сердоликом, украшения сбруи или ремня платья (в наших раскопках). Техника изготовления абсолютно идентична вещам из Борового.